# Wladimir Mitrofanowitsch Purischkewitsch

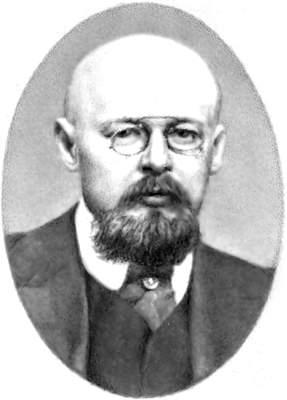
Wladimir Purischkewitsch

Wladimir Mitrofanowitsch Purischkewitsch (* 12. August 1870 in Kischinjow; † 11. Januar nach anderen Quellen 1. Februar 1920 in Noworossijsk) war ein russischer Politiker und Sprecher der rechten Abgeordneten der Duma, dem Parlament im kaiserlichen Russland. Er galt als Antisemit, Monarchist und Rechtsradikaler und war Mitglied des „Bundes des russischen Volkes“ und Anführer der „Schwarzen Hundert“.

## Leben
Purischkewitsch entstammte einem alten russischen Adelsgeschlecht aus dem Kursker Gebiet, das in Bessarabien nach der Eroberung durch russische Truppen neuen Landbesitz erwarb und dorthin umzog. Er besuchte ein Gymnasium in Kischinjow, das er mit der Goldmedaille (entspricht der Auszeichnung: Summa cum laude) abschloss und studierte danach Geschichte und Sprachwissenschaften an der Neurussland-Universität in Odessa. Nach dem erfolgreichen Studienabschluss arbeitete er als Kanzleisekretär des Adelsmarschalls des Bezirks Akkerman in Bessarabien und war von 1905 bis 1911 Abgeordneter der lokalen Adelsversammlung.
Bereits 1897 erwarb sich Purischkewitsch als Vorsitzender des Selbstverwaltungsbezirks (russischer Begriff: Semstwo)  den Ruf eines glänzenden Redners, der mit seiner scharfzüngigen Polemik im Stande war, große Menschenmassen zu mobilisieren. Diese Fähigkeit führte dazu, dass der erst Dreißigjährige das Interesse des Innenministeriums in Sankt Petersburg weckte, das ihn 1901 in seinen Verwaltungsapparat aufnahm. Seit 1900 lebte er fast durchgehend in der damaligen Hauptstadt des Zarenreiches und machte eine rasante Karriere. Bereits 1904 wurde er zum „Beamten zur Sonderverwendung“ beim Innenminister von Plehwe und zusätzlich zu diesem Posten im Jahre 1905 zum „Sonderbeamten“ der Presseabteilung des Innenministeriums ernannt, wobei es bis jetzt nicht ganz klar ist, was genau Purischkewitschs Tätigkeitsbereich war. Er quittierte den Dienst im August 1907 nach seiner Wahl in die russische Staatsduma als Abgeordneter des Gouvernement Bessarabien.
Im Parlament vertrat er extrem rechte Positionen, hielt mehrere antisemitische Reden und warnte vor einer „dunklen Macht“, die die Monarchie zerstöre, womit Rasputin gemeint war. Purischkewitsch ermordete Rasputin zusammen mit Felix Fürst Jussupow und anderen Mitverschwörern wie Großfürst Dmitri (dem späteren Geliebten von Coco Chanel), dem Offizier Suchotin und dem Arzt Lasowert am 17. Dezember 1916 nach dem alten, russischen Kalender bzw. am 30. Dezember 1916 nach dem gregorianischen Kalender. Er starb 1920 an Typhus.